# Hermanssonia
Hermanssonia is een monotypisch geslacht van schimmels behorend tot de familie Meruliaceae. Het bevat alleen Hermanssonia centrifuga.